# 冴羽獠
冴羽 獠（さえば りょう）は、北条司の漫画『シティーハンター』および『エンジェル・ハート』に登場する架空の人物。『シティーハンター』における主人公である。
名前の獠（りょう）は「犭(けものへん)」に「尞」と表記する漢字であり、日本のJIS X 0208には載っておらず、環境によっては正確に表示できない。このため、下の名前のみカタカナ表記にされているケースもある（『エンジェル・ハート』のドラマ化告知の際、「冴羽リョウ」という表記が見られた）。

## キャラクター概要
新宿を拠点とし、活動しているプロのスイーパー（掃除屋）。通称「シティーハンター（City Hunter）」。依頼方法は、新宿駅東口にある伝言板に「XYZ」の暗語と連絡方法を書き記す。
物心つかない幼少期に中米上空で飛行機事故に遭遇したが奇跡的に生存。ジャングルに放り出されたところを某小国の反政府ゲリラ部隊のある村に拾われた。銃の扱いや戦闘においての術はこの頃より培われた。その飛行機事故で両親と自身の身元を示す物を失っており、出生時の名前、生年月日、国籍も不明。肌の色、髪や瞳の色から日本人か少なくとも日系人である可能性が高いとされ、本人も日本人であることを確信している。亡くなった両親から「リョウ」と呼ばれていたことだけは辛うじて覚えていたため、以来その名で呼ばれるようになった（出生時の名前に「リョウ」という表記があるのはほぼ間違いないのだろうと、本人や関係者も認知している）。
しなやかで持久力もある強靭な筋肉、引き締まった肢体は、日々怠ることのないハードな鍛練から成るものである。長身に整った顔立ち、健康的な肌の色、バランスのよいスタイルである。黙っていればクールでニヒルな雰囲気さえも醸し出す為、男性的な魅力は十分に高い。しかし、それらの魅力を全てぶち壊しにしてしまいかねないほどの比類なきスケベで、依頼人の女性に手を出そうとしては相棒の槇村香に天誅を食らっている。「新宿の種馬」、「新宿の一発狼」、「恐怖のもっこり男」の卑猥な異名を持つ。基本的に美女絡みの依頼しか受けないポリシーを掲げているが、稀に「心を動かされる事情」があった場合、相手が男性であっても依頼を受ける。裏の世界ではほぼNo.1と言っても過言ではないほどの凄腕で、本人も「プロの世界一」と自身の腕前には絶対の自信を持っており、飄々と、それでいて鋭く、法では裁けぬ悪を討つ。その戦闘能力は、本気になれば「東京さえ壊滅できる」程であり、裏世界の大半の極悪人達も「シティーハンター」の名を聞いただけで震え上がる程。一方、人間離れした性欲と共にかなりの巨根で、依頼人の女性に見られては驚かせることが多い。
前述の通り、幼少期のことは本人もほとんど記憶がない。戸籍上は両親と共に事故で死亡と処理され、法的には既にこの世に存在しない人物とされている。日本に移り住んでからも本名の一部と思われる「リョウ」の通り名で呼ばれていた。仕事のために複数の偽名を使い分けており、それらの名の入った名刺も数多く持ち合わせていた。香と出会い、彼女が「名前を決めよう」と選んだ名刺に書かれていた名前が冴羽獠である。そして香と初めて出会った3月26日を「誕生日」とし、年齢も30歳と決め、逆算して1959年を生まれ年とされた。ただし、本人は依頼主への自己紹介で「20歳（ハタチ）」と強調している。なお、日本国内において『冴羽』という苗字は実在しない。
コミックス28～29巻では27年前に行方不明になった孫がいると言う神宮司道彦が登場し、彼の事故にあった時期が一致する点や名前に「りょう」という字が使われていること、何より「似かよりすぎている性格」から彼が神宮司の孫であり、本名が「神宮司諒一」ではないかと思せる描写があった。
表向きは自身が居住するマンションの管理人を稼業としており、依頼人を空き部屋に滞在させることも多い。そして当然のように夜這い、覗きを画策、敢行し香に撃退されるのが「お約束」となっている。
初期はハードボイルド色が前面に押し出されており、スケベという設定も女好きという表現に収まる程度だったが、前作『キャッツ♥アイ』の人気に及ばなかったため、テコ入れ策としてクールな性格に三枚目的なギャグ要素の設定も加えていった。この作品の代名詞ともいうべき「もっこり」が登場した辺りから好色家としての側面が強調され変態的になり、性格が大きく変わった。アニメでは当初からもっこりが前面に押し出されており、番宣CMでは自ら「モッコリ、いくぜ」と言っているほか、第一話における第一声は依頼の向かい側のビルに偶然映った女性を見ての「お、モッコリエアロビ」であり、初期のエピソードでは「もっこりもこもこ」というセリフも登場している。外見は二枚目の分類に入るが、ヤクザ風と揶揄されるかヤクザと間違えられたことが何度か作中（『エンジェル・ハート』も含む）である。
『アニメージュ』にて行われたアニメグランプリのキャラクター部門内の男性キャラクター部門において第11回、12回、13回と3回連続で第1位となっている。
またアニメで声を演じた神谷明は冴羽獠が、自分が今まで演じた中で一番好きなキャラクターだと公言している他、神谷の事務所の名前も冴羽獠が作中で使用している冴羽商事である。
キャラクターの元になったのは『キャッツ♥アイ』の怪盗で、表の顔はフリーランスのルポライターである“ねずみ”こと神谷真人。

## 個人データ
- 国籍：不明
- 出身地：日本[注釈 6]
- 生年月日：不明（香から「1959年3月26日」という誕生日を与えられた。「1959年」は原作で誕生日を付けられた当時で30歳相当、「3月26日」は二人が初めて会った日から。『エンジェル・ハート』のドラマ版では「1967年3月26日生まれ、出生地：東京」と偽造パスポートに記載されている）。
- 出身地：中米の小国(グアテマラなどと推察される)
- 現住所：東京都新宿区新宿付近の青梅街道沿いにあるビルに居住
- マイホーム（冴羽商事）：一見すると普通のマンションだが、多数の車を収容できる駐車場、地下射撃場、大量の武器がある武器庫が完備されている。また、獠が依頼人の美女に手を出すのを防ぐため、香がシャワールームの手前などに至る通路に様々なトラップを仕掛けることがある。テレビアニメ版ではレンガ造り風の外見に変更されているが、2019年以降に制作された劇場版アニメでは原作に近い外見に戻されている。
- 身長：186cm（アニメは191.4cm）
- 体重：72kg   （アニメは77.3kg）
- スリーサイズ：B105/W83/H91
- 家族構成：両親は飛行機事故で死亡、それ以外の血縁関係は一切不明
- 職業：冴羽商事代表取締役社長/マンション管理人（表向き）/本業スイーパー（始末屋、ボディーガード）
- 愛銃：コルト・パイソン357（4インチ）（アニメ版・原作版の場合）/S&W・41マグナム（83/4インチ）
  - 41マグナムは回転式拳銃。"one of thousand"（きちんと固定して撃つと、弾丸は全て同じ弾道を通り同じ位置に着弾する、1000丁に1丁出るか否かの超高精度モデル）。型名は不明だが使用弾からS&W M57と見られる（「41マグナム」は弾薬の事）。普段はコートの裏地と表地の間に隠してある。
- 愛車：モーリス・ミニクーパー 1275S Mk.I/フィアット・ウーノ・ターボ（クイック・アバルトタイプ）/ホンダ・CR-X（初代、原作のみ）/トヨタ・S800（原作のみ）/A112アバルト/ハーレーダビッドソン
  - ミニクーパーのナンバーは、原作では「歌舞伎町69 あっ 19-19」[注釈 7]、アニメ版では「ミニクーパー」から「32-98」、2019年の｢新宿プライベート・アイズ｣以降に製作された映画版では「新宿300 あ 19-19」[注釈 8]、『エンジェル・ハート』のドラマ版では「練馬500 し 19-85」[注釈 9]。2024年のNetflix実写版では「新宿500 お 19-19」である[注釈 10]。テレビアニメの『1』、『2』、映画『愛と宿命のマグナム』では右ハンドル車だが、『3』以降は左ハンドル車になっている。また、ナンバープレートの取り付け位置は真ん中だが、『3』以後の作品では真ん中より右に取り付けられている。左ハンドル車という設定はテレビスペシャルでも継承されたが、『新宿プライベート・アイズ』以降は再び右ハンドル車に戻り、ナンバープレートは真ん中に取り付けられている。
  - ミニクーパーについてはシティーハンター#冴羽獠の赤いミニクーパーの項目も参照。
- 服装[注釈 11]
  - アウター：ジャケット、コート、Yシャツ
  - インナー：Tシャツ（長袖・半袖）、Yシャツ
  - ボトムス：ジーンズ、チノパン
  - 下着：トランクス
  - シューズ：レザーシューズ、ブーツ
    - ベルトには様々な細工が施してあり[注釈 12]、バックル部分には小型のナイフが仕込まれている[注釈 13]。
- 性格：ハードボイルド（シリアスな二枚目の顔を3分以上はできず、へな〜としただらしのない顔になる[注釈 14]）と好色の二重性格。三枚目でもある。
- 資格：大体の乗り物は扱える。自家用車はあるが、所有者は不明。
- 趣味：ナンパ、キャバレーのはしご、エロ本やエロビデオ収集・鑑賞、マッチングアプリ（『劇場版シティーハンター 天使の涙』(2023年)で追加された新設定）
- 特技：ピンク電話のダイヤルが戻る音を聞いて番号を解読する。
- 嗜好：タバコ（アニメ版のテレビシリーズでは非喫煙者だが、テレビスペシャル「グッド・バイ・マイ・スイート・ハート」OPや映画「新宿プライベート・アイズ」EDで喫煙シーンが描写されている）、酒（かなりの酒豪）
- モットー：世界中の美女ともっこりする。日本一（世界一）軽い男になる。
- 口癖：もっこり。一発。ぼくチン。ボキ（＝僕）。
- 好きなスポーツ：射撃。ゲームセンターのシューティングゲームで30万点のスコアを叩き出したことがある。
- 好きな食べ物、飲み物：基本的に何でも食べる雑食性。大食漢でもある。沸騰して10秒おいたお湯で作ったインスタントコーヒー、タマゴとヨーグルトとミルクの赤まむし割り納豆フロート
- 嫌いな物：飛行機（過去の事故によって飛行機恐怖症であり、搭乗することが苦手とするが緊急時は大丈夫。アニメ版では北条とアニメ制作スタッフの行き違いにより、この設定は無くなっている。この点については文庫版1巻でアニメ版監督を務めたこだま兼嗣が「原作を裏切るような大きなミス」と述べ、深く反省している。また、北条はアニメの設定変更をフォローする形で原作を若干変更し、獠が苦手なのはジェット機という設定を追加した。）、歯医者のエアタービンのキーンという音。
- 好きな本：エロ本 （部屋のあらゆる場所に隠してある）、ルパンのマンガ
- 愛称：獠（香、冴子、麗香、海坊主、ミック、教授）、冴羽さん（美樹、かすみ）、獠ちゃん＆冴羽ちゃん（飲み屋の店主や情報屋）、新宿の種馬（海坊主）、ベビーフェイス（教授）
- 評価：恐怖のもっこり男、裏の世界No.1

## シティーハンターにおける人物像
「シティーハンター」は、元々は親友のミック・エンジェルとアメリカでパートナーを組んでいた時の名である。日本にやって来て以降は、槇村秀幸とパートナーを組み「シティーハンター」としてやっていたが、物語序盤で槇村秀幸が殺されてしまい、秀幸の妹である槇村香が後継することになりパートナーを組むことになった。

### 武装・所持品など
愛銃コルト・パイソン357（4インチ）（弾丸はメタル・ジャケット弾）を普段はジーンズに直接差し込んで携帯しており、アニメ版ではショルダーホルスターを使用している。愛車は赤いミニクーパー。毎回事故や海坊主によって壊される（車が海坊主の体のサイズにあわないために、シートを壊されたり、車の屋根から頭が突き抜けてしまう）が、すぐに復旧する。
バックルナイフやワイヤーを仕込んだベルトを着用し、分解した銃や弾丸、催涙ガス、プラスチック爆弾、起爆装置、コンドームを生地に仕込んだロングコートを年中愛用している。トランクスは各種の薬品（睡眠薬など）を染み込ませた生地で作られている。また、歯には即効性の睡眠薬を潜ませている。初期ではユニオン・テオーペの幹部を暗殺する際に毒針を用いており、握手するふりをして毒殺するといった場面もあった。

### 人物
新宿でシティーハンターと呼ばれる超一流のプロのスイーパー（掃除屋・始末人）で、新宿のみならず世界中の闇社会でおそらくNo.1だろうと噂される程の屈指の凄腕である。射撃の腕は恐ろしいまでに正確であり、愛銃のコルトパイソンで15メートルのワンホールショット（撃ち抜いた孔に続けて次の発射弾を通す）をし、相手の銃の銃身に弾丸を撃ち込むことや、弾丸に弾丸を当てることすらも軽く行う。
狙撃銃を使って、強風の中から1キロの距離からもピンポイントで狙撃できる。主にボディーガード、稀に暗殺の依頼や警察などに頼めない悩みのある依頼人からの仕事をこなす。強靭な肉体、驚くほどの俊敏さに跳躍力、機転と洞察力、銃の知識、格闘技やトラップ技術、乗物の運転、弾丸製造技術、情報収集の人脈、話術にも長けるなどスイーパーとして高い技能を備えている。
一億円の金を一週間で使い果たしてしまうなど金銭感覚は外れており、飲み屋などにツケがたまっている。かなりの酒豪であり、対抗できるのは海坊主と野上冴子ぐらい。海坊主の店ではよくコーヒー代を踏み倒している。
本人いわく、ナンパ術、ベッドテクニックを超一流と言っているが、通りすがりの美女にナンパをすれば振られてビンタされるのがオチである。が、彼に魅力がないわけではなく、依頼人の美女と親密な関係になりかけ、慕われたことは数多い。また、獠の方から依頼人の美女を振ったこともある。アニメでは美人のナンパに成功しかけたこともあるが、彼を追ってきた美女に依頼をせがまれたことで勘違いされ失敗に終わっている。また、年齢対象外の子供や美少女に好かれることが多く、本人もそのことについてかなり悩んでいる。
義務教育も受けてはいないが、源氏物語の粗筋を知っていたり、和歌の一句を聞いただけで詞花和歌集のものだと指摘するなど、教養もかなり高い。コンピューターなどの機械類の扱いにも長けている。他にも声帯模写が得意であり、どんな人物でも成りすませる。オカマの声もやったが、獠いわく「二度とやりたくない」とのこと。さらに料理も得意で「主婦の悦び〜」とノリノリで料理していた。
スイーパーとしての稼業から本気で女性に愛情を表現することは意図的に避けていた。香に出会ってからも永らくそれは変わらなかった。
仕事も生活も共にするようになり、獠の中で香は、かけがえのない大きな存在となっていたが、その想いを愛情と認めることは自らも香をも苦しめることになると思い、諌めていた。
香に対しては「男女（おとこおんな）」「唯一立たない女」などと子供みたいなからかい方をしたり、そっけない態度をとり続けていた。しかし、物語後半には思わせぶりなセリフを香に対して発するなど、突き放すこともできずに、最後まで煮え切らない態度が続いた。なお、香を見ても“もっこり”しないのは自分で抑えているためらしい。
「香をこれから、女とは思わない」として相棒としたが、香をお姫様抱っこして敵の攻撃から逃れている時に香の悲鳴でもっこりした。香と気付かなかったり色っぽく感じたりした場合は“もっこり”する。実際、原作の第14巻で黒いパンスト姿の香のお尻を見て“もっこり”してしまう場面がある。
一度、美女と思っていたオカマとベッドインしそうになったことがある。獠いわく「冴羽獠、一生の不覚」と落胆していた。
喜多川産業が開発した殺人バチに刺され、服用した血清の副作用で、原作ではもっこり不能、アニメ版ではそれに加えてオカマになった事がある。オカマになった獠はとてもストイックなので、香には「そんなに真面目な顔で仕事してるなんて初めて」と言われる。獠はオカマ口調で「こんな身体で生き恥さらすのはごめんだわ」と不服そうに反論したが、香には「そのままで行きましょう。もっこり抜きのマジ・スイーパーとして売れるわ」と返された。
作中では非常に切れ者として描かれているが、反面ドジな一面もあったり騙されたりすることもあって痛い目にあっており、アニメ版「91」の12話目では、依頼人に騙されて利用されたことに最後になって気付かされたことがある。

### スイーパーとして
中でも特筆すべきは射撃の腕で、互角の腕を持つプロが相手でもない限り、いかなる状況でもまず狙いを外さない。また、左でも正確に撃てるスイッチハンダー。作中で、オリンピックの射撃の金メダリストの深町警部とスナイパーライフルで対決したことがあったが、ピンホールショットをして裏世界のナンバーワンの実力を見せつけ、全く問題にしなかった。少なくとも作中では、海坊主を始め彼に匹敵する射撃の腕前の持ち主こそ数人いたが、彼を明確に上回っていた者は一人もいない。また、雑踏の中で行き交う通行人に当たらないように強力な357マグナム弾の威力を抑えるため、迷わず自分の手を貫通させて威力を落とすなど、その行動も大胆である。熟睡している場合でも、殺気を感じるとすぐに目覚める。
監視されていると感じ取ると裸になったり、オカマになって悪ふざけしたり、狙撃される前あるいは着弾前に察知し狙撃による被弾は一度もない。
一方、唯一ガス兵器に対しては完全に無防備で、催眠ガスで眠らされる際には抵抗を諦めてされるがままになるなどしており、数少ない彼の弱点と言える。アニメ版ではガス兵器にやられる機会は更に多く、その点がより強調されている。
※アニメ版では、スナイパーライフルでの遠距離狙撃の機会が、原作よりも多い。
※ワン・オブ・サウザンドの41マグナム4インチによる30メートルのワンホールショットもできる。
※エアガンやおもちゃの銃を使っても百発百中である。

### 性格
根っからのお調子者で3度の飯より女好き。しかも女性下着を餌にされたりした場合は、呆れるほど簡単に罠にはめられてしまう。下着泥棒の常習犯なため、いつも女性の下着が数珠つなぎにされてコートのポケットに入れられている。“もっこり”することで防弾ガラスを突き破ったり、あそこの力だけで体を浮かし懸垂もできる。絶倫であり、40人のハーレムの女性を全員腰を立たなくした上に、その直後に冴子に二発要求したこともある。“もっこり”は一応自分で抑えられるが、無理しすぎると頭がショートする。また「あげる」という言葉に過剰反応し、依頼人の美女を襲いそうになることもあった。初期の頃は女子高生にも欲情していたが、後期には逆にげんなりすることが多くなり、美少女であっても「惜しい。あと2年ほど待てば食べごろだ〜」などと言うようにもなった。
基本的に美女絡みの依頼と、依頼者の話を聞いて心が揺れた時（本人いわく）しか受けず、依頼人に手を出そうとしては相棒の香の100トンハンマーでシバかれるのが定番である。銃口や相手の筋肉の動きで銃撃を回避してしまうほどなど高い身体能力の持ち主だが、香のハンマーやトラップは避けない。原作本編で獠は、美樹からその理由を尋ねられた際に「避けようとは思うんだけど、香の殺気は避けるに避けられない気分にさせられるというか…」としどろもどろに答えたことがあるほか、元パートナーでアシスタントだったマリィー（声 - 高坂真琴）には、「あんな攻撃をかわせないなんて、おかしいわ」と指摘されたことがある。北条は「（香のハンマーを）避けられないのではなく避けないのだと思います」と回答し、その理由を「行動にオチがつくというか、心のどこかで香に止めてほしいと思っているのかもしれません」と述べている。また、公式スピンオフ『今日からCITY HUNTER』の作者・錦ソクラは「香のハンマーを避けないのは、香に対する恋愛感情が高まらないようにわざと怒らせている後ろめたさの表れ」と評し、「獠のおふざけっぷりも、周囲の人間のためにあえてそう見せている節があって、単純なスケベではない、思慮深いスケベ」と語っている。
基本的に香を性的に扱ったことはないが、香が変装し身分を隠した時には、他の女性と同様にアプローチをかけたりしている。
ただし、冴子と妹の麗香だけは協力することが多い傍らで何かと良いように利用されるので例外的に苦手意識も持っている。
基本は、相手に動きなどを読み切られることはまずないが、夜這いやもっこりは香に読み切られ事前策を用意される。劇中で香に「あんたの行動パターンはお見通しよ」と言われるシーンが多々ある。
超一流のスイーパーだが、一般人以上に冬場を寒がったり、盲腸になったり、同じ箇所を二度も骨折したり、香にハンマーで殴られたり、肛門にクッションの取れたイスが刺さることでケガをするなど三枚目な部分がある。獠は自分を「二枚目」と思っているが、香には「あんたは三枚目」と言われている。
そんなおちゃらけた素振りを見せていても、香とのコンビネーションで依頼は確実にこなし、No.1スイーパーにふさわしい活躍を常に見せる。「恋人は作らない主義」であるが、原作第1話では、プロボクサーの恋人を脅迫されていたライバルのボクサーに殺害された上に病気により余命幾許もない依頼人の女性医師・岩崎めぐみ（声 - 上田みゆき）に対して、依頼料の代わりに「俺はあんたの命を貰う。おたくの生ある限り、俺のことを恋人だと思っていてくれ」と言ったことがある。単行本35巻の最終話では「俺は、愛する者のために何が何でも生き延びる！それが俺の愛し方だ！」とも言っている。
根は意外にもナイーブな部分があり自分の事を語らない。最初の頃は他人に関心がなく、死と隣り合わせな仕事に就いている以上死を覚悟しながら生きていたが、香と出会うことによってその考えも変わっていく。

### 劇中での軌跡
シティーハンターはツーマン・セルであり、日本での初代相棒は獠とは正反対の性格のマネージャー兼作戦立案の槇村秀幸（まきむらひでゆき）であった。しかし、彼は仕事中に命を落としてしまい、その跡を継いだのが槇村の妹である槇村香である。その香に対しては、当初は親友への義理立てとして身柄を預かり、妹のような感覚しかもっていなかった。いつかは表の世界に帰そうと思っていたようだが、共に過ごすうちに"仕事の相棒"以上の感情を抱くようになる。
獠の過去の素性は謎に包まれていたが、海坊主が密に支援していたバイオリニスト・氷室真希（声 - 島本須美）は、獠に亡き父親やその部下である海坊主と同じ匂いを感じると口にしたため、元は傭兵だった可能性が示唆された。その後、他人の心を読む不思議な能力を持つ少女・西九条紗羅（声 - 杉山佳寿子）の登場エピソードで、紗羅が護衛の依頼をするため、乳母の麻上亜紀子（声 - 藤田淑子）と共に獠に初めて会って触れた際に、獠の人物像を「氷のような冷たい世界で、1人で戦ってきたような寂しい人」と呟いており、獠はその言葉を聞いて、自身の過去を見抜かれたようにドキリとした仕草を見せていた。
元相棒・マリィーの登場エピソードで、獠は元ゲリラ兵だったことが判明する。獠は物心つかない幼少時代、とある中米の小国で飛行機事故に遭い天涯孤独の身となる。飛行機恐怖症なのは、この出来事によるトラウマが起因している。この恐怖症は相当のもので、飛行機に乗ると怯えることはもちろん、飛行機の姿、音、「飛行機」という単語自体も嫌いである。事故で中米のジャングルに放り出されたところを、反政府ゲリラの村に拾われ、それ以来戦闘の世界に生きることになる。そのゲリラ組織の中で一、二を争う戦士だった日系人、海原神が幼い獠に戦い方と生きる術を教え、獠も彼を父親として慕った。冴羽獠という名前は、リョウとしか覚えていなかった彼に海原が付けたものである。この時に、海原の同士であったマリィーの父親にも戦士として鍛えられている。
ゲリラ兵時代の軍医だった教授（声 - 茶風林）によると、獠はメキシコでの内戦で30分で一個師団を壊滅させるほどの腕前を誇っていたと言われている。しかし内戦が果てしなく続く中、狂気に侵され始めた海原に騙されて、幻覚剤の一種であるエンジェルダストを投与された。
これを投与された者は人間離れした怪力と運動神経を発揮し、多少銃弾を浴びても死なない「不死身」の体になるが、精神が麻痺し、外部からの洗脳を受けやすい状態になる。これにより戦闘マシンと化した獠は、単独で一部隊を壊滅させる戦果をあげる。この時獠に壊滅させられた部隊は、海坊主が指揮していた政府側の部隊で、唯一の生き残りの海坊主は、獠のナイフ攻撃によって両眼に致命的な傷を負わされる。また戦果にもかかわらず、ゲリラ組織は敵を陰惨なまでの殺戮で全滅させた獠の働きぶりに恐れおののき、独断でこの作戦を行った海原を追放した。そして獠も禁断症状で長い間生死の境をさまよう。
結局、中米での獠達の反政府闘争は政府軍に敗れ、ゲリラ組織は離散、その後獠は、海原と共に獠を鍛えたゲリラの仲間であったマリィーの父と渡米してスイーパーの仕事を始め、マリィーの父親の死後はマリィーが相棒となり、その後はケニー・フィールド、ミック・エンジェルらとパートナーを組み活躍したが、身に危険が迫り、巨大な犯罪組織から逃れるように元々の故郷であるはずの日本に、密入国という形で帰国。やがて新宿で槇村や冴子と出会い、スイーパー「シティーハンター」としての活動を開始する。そして相棒槇村の妹、香と出会ったあたりから作品『シティーハンター』は始まる。また、公式スピンオフの『今日からCITY HUNTER』では、ケニーを脅迫していた巨大犯罪組織を彼一人で壊滅させていたことも明かされている。
そうした過去を持つ獠は、香や依頼人の美女の前では明るく能天気とも見える行動をとるが、その姿とは裏腹に、物心ついた頃からゲリラ兵士として、地獄のような戦場で戦うことしか知らず、唯一人間らしい絆を感じていた育ての父に裏切られたという、過酷で荒んだ少年時代を過ごしてきたため、ミックはアメリカにいた頃の獠を「暗い死神の瞳を持ち、戦いの中に死に場所を求める破滅的な生き方をしていた」と評している。スイーパーになってからも、仕事上以外は人と深い関わりを持たずに独りで危険な世界に生きてきたが、槇村兄妹や仕事を通してのさまざまな人物との出会いによって、人間的な温かさを取り戻していく。香とも「二人でシティーハンター」として生きていくことを決意し、そしてお互いの生きる意味となる。

## エンジェル・ハートにおける人物像
2001年から『シティーハンター』のパラレルワールドである『エンジェル・ハート』が週刊コミックバンチ（新潮社）で連載された。続編ではない。
『シティーハンター』と違い、「冴羽獠」の名前は海原神に付けられたものではなく、数ある偽名から香が選んだという設定になっている。
香にプロポーズしフラグを立てたが、ほどなくして彼女は子供を助けようとして交通事故に遭い亡くなってしまう。それから1年。失望のどん底に突き落とされた獠は、その後パートナーを得ることも、シティーハンターとしての仕事もしなくなっていた。表面上は無駄に明るく振舞うが、空虚な日々をただ消化するだけの毎日であった。唯一の心の拠り所であり希望の灯火は、事故の直後に消えてしまった、移植のために取り出された香の心臓を持った人間が必ず存在し、必ず新宿で出会える、という確信だった。だが、手を尽くしても見つけることは困難だった。
そんな矢先、獠は香瑩と出会い、彼女こそが香の心臓を持った人間であることを知り、紆余曲折の後に彼女を養女として引き取ることになる。香の心臓と共に心を受け継いだ香瑩は、獠と共にシティーハンターとして活動するようになる。なお、獠は初めて香瑩と出会ったとき、香瑩の美貌に感嘆の声をあげていたが、香の心臓を持っていたためか“もっこり”せず、腑に落ちないジレンマに陥っていた。
『シティーハンター』の頃から基本的な性格は変わっていないが、渋々ながらも男性の依頼も受けたりもしている。また、『シティーハンター』の年代からかなり時間が経っているため、年齢を感じさせる発言もある。
なお、『シティーハンター』と『エンジェル・ハート』ではパラレルワールドである都合上、前歴に不一致点が多い。
北条は『エンジェル・ハート』の連載終了後、本作での獠を父親目線にしたことについて、「僕が親の目線になっているからでしょうね」と語っている。また、「香瑩の成長を描くつもりだったのが、いつの間にか獠の成長を描いていた気がします。それだけ獠はキャラが強い」とも話している。

## 演じた人物

### アニメ版
神谷明
- アニメ『シティーハンター』
- ドラマCD『シティーハンター』
- サミー、平和、オリンピア版パチンコ『シティーハンター』
- アニメ『エンジェル・ハート』

当初は『キャッツ・アイ』で内海俊夫を演じた安原義人が予定されており、99%安原に決まっていたというが、安原が出演していた刑事ドラマ『ジャングル』のスケジュールの関係で神谷に話が行ったのだという。
北条によると、『キャッツ・アイ』に登場した「ねずみ」こと神谷真人をベースにしたキャラクターであり、「神谷」自体が神谷明のキャラクターをイメージしていたと述壊している。神谷の回想によれば、当初集英社側は、神谷が複数のジャンプアニメの主役を掛け持ちしていた故、冴羽獠役への起用に難色を示していたが、冴羽獠を演じたかった神谷が、たまたま集英社の近くで仕事があったついでにジャンプ編集部を訪問したところ、当時の編集長だった後藤広喜から「神谷さん、シティーハンターなんだけどやりたい?」と聞かれ、「そりゃあやりたいですよ!」と申し出たことから自身の起用が決まったとのこと。
子安武人
- 銀座版パチスロ『シティーハンター』

### 実写版（吹き替えも含む）
ジャッキー・チェン
- 実写映画『シティーハンター』

石丸博也
- 同映画におけるジャッキー・チェンの吹替

フィリップ・ラショー
- 実写映画『シティーハンター THE MOVIE 史上最香のミッション』

主演のほかにこの映画の監督も兼任するフランスのコメディアン。

山寺宏一
- 同映画におけるフィリップ・ラショーの吹替

上川隆也
- テレビドラマ『エンジェル・ハート』

獠は『A.H.』では準主人公であるが、上川主演による実写ドラマ版では主人公に昇格している。そのため、原作の主人公・香瑩（演 - 三吉彩花）より出番が多い。

彩風咲奈
- 宝塚歌劇団雪組舞台『CITY HUNTER - 盗まれたXYZ -』

鈴木亮平
- Netflixオリジナル映画『シティーハンター』

#### 冴羽獠に準じた人物
イ・ミンホ
- テレビドラマ『シティーハンター in Seoul』

高橋広樹
- 同テレビドラマにおけるイ・ミンホの吹替